# Arecolina
A Arecolina é um alcaloide encontrado na noz de areca, fruto da palmeira areca (Areca catechu).  É o éster metílico da arecaidina, e foi isolada pela primeira vez por Ernst Jahn  em 1888.

## Propriedades
Arecolina é uma base, e seu ácido conjugado tem um pKa ~ 6.8. Apresenta-se nas condições ambientes como um líquido inodoro, arrastável pelo vapor d'água, miscível com a maioria dos solventes orgânicos e com água, mas passível de extração do meio aquoso com éter etílico por relargagem (em presença de sais dissolvidos). Sendo básica, arecolina forma sais com ácidos. Seus sais são cristalinos, mas em geral deliquescentes: o cloridrato, arecolina•HCl, forma agulhas, p.f. 158 °C;  o bromidrato, arecolina•HBr, precipita em prismas finos, de ponto de fusão 177-179 °C a partir do etanol aquecido; o cloroaurato, arecolina•HAuCl4, é um líquido oleoso, mas o cloroplatinato, arecolina2•H2PtCl6, p.f. 176 °C, forma cristais rômbicos laranja-avermelhados a partir de sua solução aquosa. O iodometilato (metiodeto) se apresenta em prismas brilhantes de p.f. 173-174 °C. O uso farmacêutico utiliza sempre as formas salinas, o bromidrato (B•HBr) e o cloridrato (B•HCl).

## Síntese
A síntese possível ocorre ao longo de várias etapas a partir do formaldeído, metilamina e acetaldeído.

## Uso e efeitos

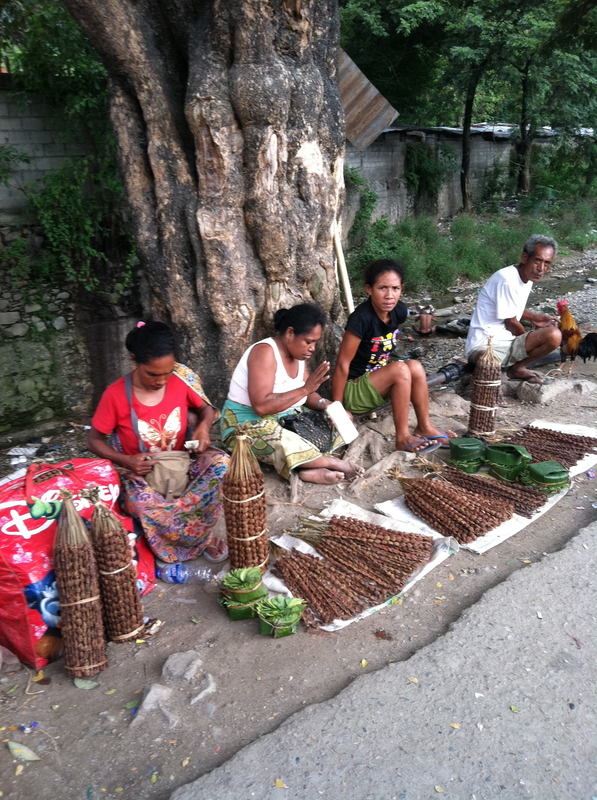
Vendedoras de folha de bétel e noz de areca em Dili no Timor-Leste.

Em muitas culturas asiáticas, a noz de areca é mascada juntamente com a folha de bétel para obter efeitos estimulantes.  A arecolina é o principal ingrediente ativo responsável pelos efeitos da noz de areca sobre o sistema nervoso central.  Apesar de sua semelhança com a nicotina, esta atua primariamente sobre o receptor nicotínico da acetilcolina.  A arecolina, em contraste, é também um agonista parcial do receptores muscarínicos M1, M2 , M3 e M4, que aparentam ser a causa dos efeitos parassimpáticos observados (tais como a constrição pupilar – músculo esfíncter da pupila, a constrição bronquial, etc).
LD50: 100 mg/kg, administrado por via subcutânea em camundongos.
Outras toxinas que atuam sobre os receptores de acetilcolina incluem, por exemplo, a Anatoxina-a de algumas Cyanobacteria, a cicutina da cicuta, a citisina do gênero laburnum, a epibatidina dos anfíbios da família Dendrobatidae assim como o curare.

## Ação biológica
Atualmente a ciência está confiante de que mascar noz de areca é cancerígeno, considerando que esse efeito é, provavelmente, pelo menos em parte, causado pela própria arecolina, embora possa também ser de outros constituintes da noz, alguns dos quais são precursores nitrosaminas que formam-se na boca durante a mastigação. A Avaliação da Seção 5.5  na página 238 da Monografia IARC 85-6 estabelece o seguinte:

- Há evidências suficientes em humanos quanto à carcinogenicidade de Piper betle sem tabaco. Piper betle sem tabaco causa câncer oral.
- Há evidências suficientes em animais experimentais quanto à carcinogenicidade de 'Piper betle sem tabaco.
- Há evidências suficientes em animais experimentais para a carcinogenicidade de 'Piper betle com tabaco.
- Há evidências suficientes em animais experimentais para a carcinogenicidade de noz de  areca.
- Há evidências suficientes em animais experimentais para a carcinogenicidade de noz de  areca com tabaco.
- Há evidências suficientes em animais experimentais para a carcinogenicidade de arecolina.
- Há evidências suficientes em animais experimentais para a carcinogenicidade de arecaidina.

## Aplicações
Devido a suas propriedades agonistas nicotínicas e muscarínicas, a arecolina demonstrou facilitar o aprendizado em voluntários jovens. Como uma das características marcantes da doença de Alzheimer é a perda da capacidade cognitiva, a arecolina vem sendo estudada, com algum sucesso, em sua terapia. Entretanto, devido a suas possíveis propriedades carcinogênicas  não constitui, no momento, uma opção terapêutica.
A arecolina já foi também utilizada medicinalmente como anti-helmíntico (uma droga contra vermes parasitas).
Era usada como vermífugo em animais de criação, como cães, mas neste papel, também mas não é mais usada.